# Rhacophorus penanorum
Espèce
Rhacophorus penanorum est une espèce d'amphibiens de la famille des Rhacophoridae.

## Répartition
Cette espèce est endémique de l'État de Sarawak en Malaisie, sur l'île de Bornéo. Elle se rencontre sur le mont Mulu à environ 1 650 m  d'altitude.

## Description
Rhacophorus penanorum mesure jusqu'à 35 mm pour les mâles. Son dos passe du vert clair la nuit au brun le jour ; ses yeux s'assombrissant également en journée. Cette espèce arboricole a les pattes palmées et présente des membranes de peau sur ses membres lui permettant de planer légèrement et de faire des sauts jusqu'à 15 m pour atteindre un arbre voisin ou se rendre au sol. Pour se déplacer le long des troncs, elle possède également des ventouses particulièrement grandes. Il existe sur Bornéo au moins trois autres espèces de « grenouilles volantes ».

## Étymologie
Cette espèce est nommée en l'honneur des Penan.

## Publication originale
- Dehling, 2008 : A new treefrog (Anura: Rhacophoridae: Rhacophorus) from Gunung Mulu, Borneo. Salamandra, vol. 44, p. 193-205 (texte intégral).